# Jonathan Netanyahu
Jonathan "Yoni" Netanyahu (hebraisk: יונתן "יוני" נתניהו; f. 13. marts 1946 – 4. juli 1976) er en israelsk krigshelt.
Han var ligesom med sine to brødre, Iddo Netanyahu og senere premierminister Benjamin Netanyahu, medlem af det israelske forsvars elitestyrke, Sayeret Matkal. Han gjorde sig bl.a. bemærket under Yom Kippur-krigen.
Han blev dræbt under Operation Entebbe på Entebbe-lufthavnen i Uganda, hvor israelske militære styrker reddede gidsler efter en flykapring. Han ledede som oberstløjtnant angrebet og var den eneste israelske soldat som blev dræbt.